# Crema pasticcera
La crema pasticcera (o crema pasticciera, o, abbreviato, anche semplicemente crema) è una crema a base di tuorlo d'uovo, zucchero, latte e farina, utilizzata in moltissime specialità gastronomiche dolciarie.

## Descrizione
Al posto della farina si possono usare altri addensanti, come l'amido di mais o di riso. Può essere servita come dolce al cucchiaio oppure usata come guarnizione o farcitura per torte, pan di spagna, cannoli, bignè e svariati altri prodotti di pasticceria.
Ne esistono molte varianti: la crema diplomatica, che si ottiene amalgamando alla crema pasticcera la panna montata, la crema profumata con una scorza di agrume, la crema alla vaniglia, aromatizzata con vaniglia (o in alternativa con vanillina), la crema inglese (come la pasticcera ma senza farina o altri addensanti) o la crema al cacao.